# Vlag van Somme

Vlag van Somme

De vlag van Somme is de niet-officiële vlag van het Franse departement Somme. Net als de meeste andere departementen van Frankrijk heeft Somme geen officiële vlag, maar wordt de hier rechts afgebeelde vlag op niet-officiële wijze gebruikt. De vlag is afgeleid van het wapen van dit departement.
De vlag is verdeeld in vier kwartieren: 1e en 4e, Blauw met drie gele lelies, 2e en 3e, Rood met drie gele leeuwen. De scheiding, een witte golvende dwarsbalk.
Het ontwerp toont die van de voormalige provincie Picardië met een golvende dwarsbalk die de rivier de Somme voorstelt. De kleuren blauw, wit en rood zijn ook die van de Franse vlag. De vlag is geïnspireerd op het ontwerp van het wapen dat in 1972 officieel is aangenomen.
Naast deze vlag is er een logovlag in gebruik.

Vlag van Picardië
Logovlag (variant 1)
Logovlag (variant 2)